# Studzianka (Grande-Pologne)
Pour les articles homonymes, voir Studzianka.
Studzianka est une localité polonaise de la gmina rurale de Gizałki, située dans le powiat de Pleszew en voïvodie de Grande-Pologne. Elle se trouve à environ 17 kilomètres au nord de Pleszew et 71 km au sud-est de Poznań, la capitale régionale.

## Géographie

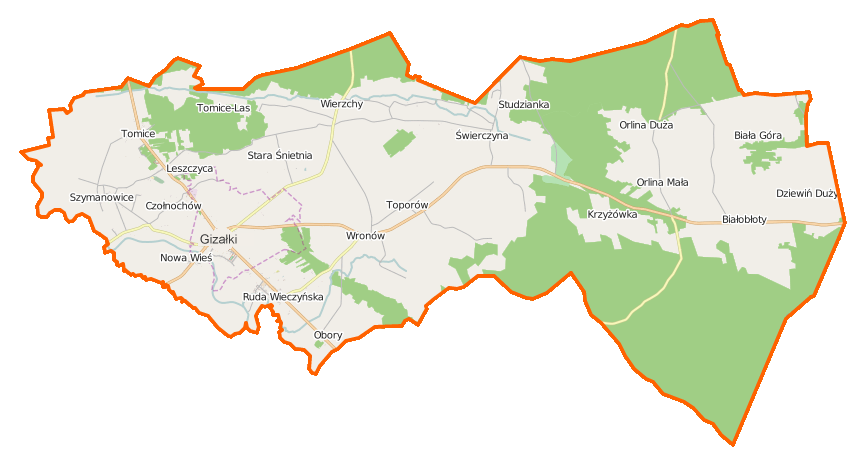
Carte de la gmina de Gizałki.